# Vincent River

Vincent River est une pièce de théâtre de Philip Ridley qui met en scène deux existences brisées par la mort d'un être cher, victime d'un crime homophobe. La création mondiale de la version révisée a eu lieu le 19 octobre 2005 au Théâtre du Marais dans le IIIe arrondissement de Paris, dans une production du Théâtre du Caramel Fou mise en scène par Jean-Luc Revol.
Le texte de la traduction, dont Sébastien Cagnoli est l'auteur, est paru en avril 2006 aux éditions de l'Amandier. Un DVD proposant un enregistrement de cette pièce est paru chez eKlipse en mai 2006. 

## Argument
Vincent River, le fils d'Anita, est retrouvé mort, atrocement mutilé, dans une gare désaffectée, lieu de rencontres homosexuelles.

## Distribution
- Cyrille Thouvenin, dans le rôle de Davey
- Marianne Epin, dans le rôle d'Anita